# Ettrickbridge
Ettrickbridge est un village dans les Scottish Borders, en Écosse.